# Václav Hovorka
Václav Hovorka (19. září 1931 – 14. října 1996) byl český fotbalista, československý reprezentant.

## Fotbalová kariéra
Byl účastníkem mistrovství světa roku 1958 ve Švédsku, kde vstřelil 2 góly do sítě Argentiny (ČSR tehdy zvítězila 6:1). Kromě tří utkání na šampionátu sehrál již jen jediné reprezentační utkání (přátelský zápas Německem). československou ligu hrál za Tankistu Praha, Baník Kladno, Dynamo Praha a Spartak Ústí nad Labem.

## Ligová bilance
| Ročník                                   | Zápasy | Góly | Klub                   |
| ---------------------------------------- | ------ | ---- | ---------------------- |
| Přebor československé republiky 1953     | -      | 7    | Tankista Praha         |
| Přebor československé republiky 1954     | -      | 2    | Tankista Praha         |
| Přebor československé republiky 1955     | -      | 9    | Baník Kladno           |
| 1. československá fotbalová liga 1956    | -      | 1    | Baník Kladno           |
| 1. československá fotbalová liga 1956    | -      | 1    | Dynamo Praha           |
| 1. československá fotbalová liga 1957/58 | 25     | 7    | Dynamo Praha           |
| 1. československá fotbalová liga 1958/59 | 10     | 2    | Dynamo Praha           |
| 1. československá fotbalová liga 1958/59 | 11     | 4    | Spartak Ústí nad Labem |
| 1. československá fotbalová liga 1962/63 | 1      | 0    | Dynamo Praha           |
| CELKEM 1. liga                           | -      | -    |                        |